# 深部クロロフィル極大
深部クロロフィル極大（しんぶクロロフィルきょくだい、英語: Deep chlorophyll maximum、DCM）は、亜表層クロロフィル極大（subsurface chlorophyll maximum; SCM）とも呼ばれ、クロロフィル濃度が最大となる陸水（湖沼）や海洋中の水面下領域のことである。DCMは常に存在するわけではなく、水域を鉛直方向を見たときに、最大のクロロフィル濃度が最表層で観察されるような場合では、DCMは存在しないと言える。しかしながら、特に水温による水の熱成層（水温躍層）が起きやすい地域の陸水や海域においては、DCMは広く一般的に観察され、水圏生態系を考える上での大きな特徴となっている 。DCMが成立する水深やDCM層の厚さ、強度、DCM層を構成する微生物組成、および持続性は、環境によって大きく異なる。DCMは一般的に、水中の栄養素濃度が水深と共に大きく変化しはじめる層（栄養塩躍層、Nutricline）とよく一致することが知られている。
DCMの一般的な観測では、特定の深さの水のさまざまなパラメータを測定する水中機器であるCTDロゼットが使用される。DCMの場所と形成は、そこに生息する生物の栄養ニーズや光の利用可能性など、複数の要因によって異なる。いくつかの生物は、細胞のクロロフィル量を増やすことによって生育に必要な光レベルを下げるように適応しており、また他の生物では、最適な栄養素と光レベルを求めて垂直方向に水中を移動するように適応している。DCMを構成する微生物種の構成は、水の化学的性質や場所、季節性、水深等によって異なる。また、海洋と湖沼とではDCMに存在する生物種の構成に大きな違いがあり、各々の海洋間や湖沼間でも変動が見られる。DCMは地球上における生物基礎生産が行われる主要な環境の一つであるため、栄養循環やエネルギーの流れ、生物地球化学的循環において重要な役割を果たすと考えられている。

## 測定方法

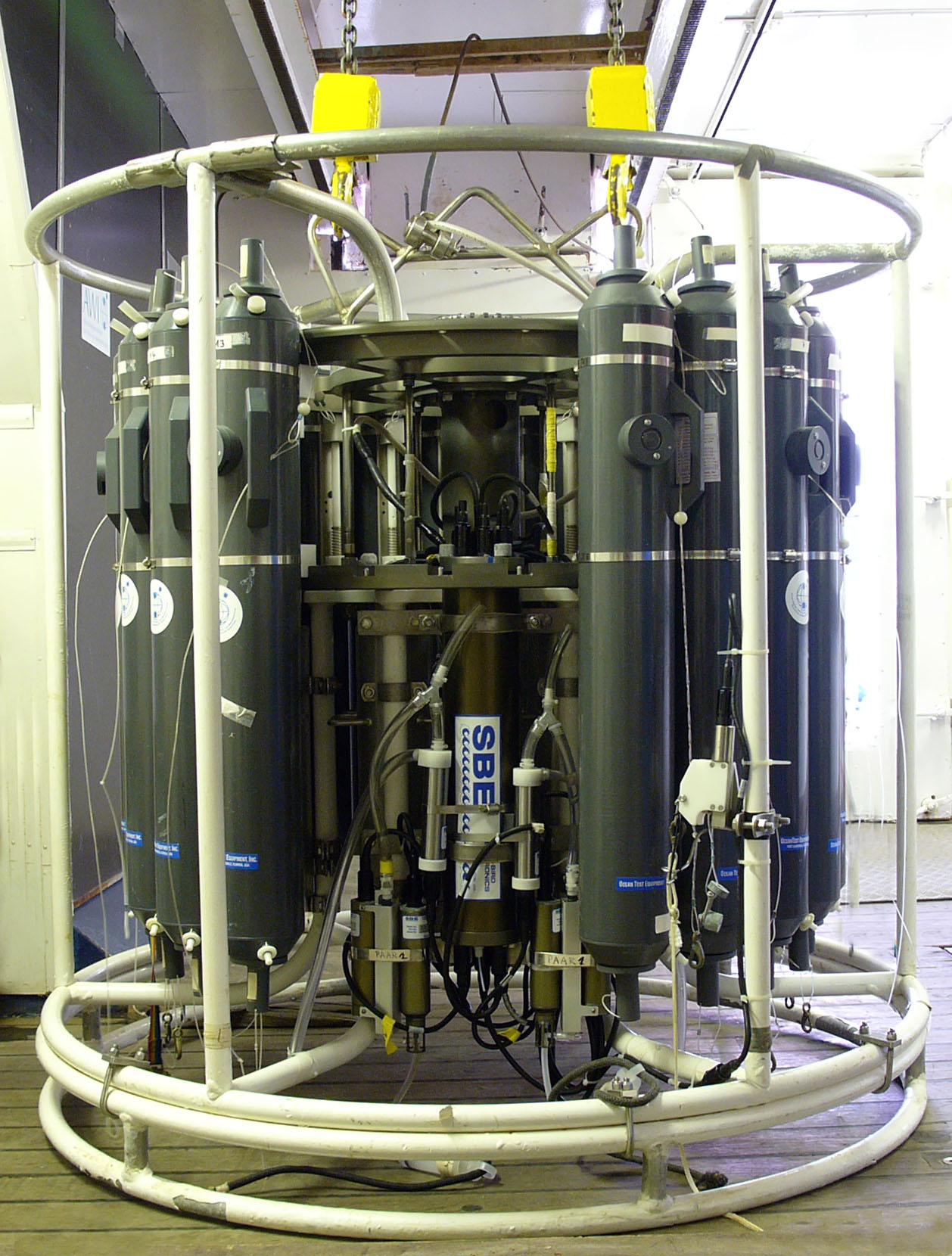
図1水中の導電率、温度、圧力を測定するCTDロゼットのフィールド写真。また、中央下部のセンサーを取り巻くように、黒色で縦長の水サンプリング用ニスキンボトルが複数取り付けられている。

DCMは表層から数十メートル程度の水深に存在することが多い。そのため、最表層でのクロロフィル量の観測によく用いられる衛星リモートセンシング手法では、DCMを直接観測することができない。このリモートセンシング手法を統計モデルと組み合わせることで、DCMでの基礎生産を推定する研究も行われてきているが、正確性については議論がある。DCMを測定する最も確実な手法は、現地で水中機器（ニスキンボトル付きCTDロゼット）を使用して、塩分や溶存栄養素、温度、圧力、クロロフィル蛍光などのさまざまなパラメーターを測定し、DCM層を推定することである。この際に収集された水サンプルは、その環境中における植物プランクトンや微生物の細胞数の推にも使用できる。また、これらの測定値から、クロロフィル濃度や植物プランクトンのバイオマスと生産性などを計算して見積もることができる。DCMの基礎生産を推定する別の方法は、その研究の対象となる水域や海域においける空間的な3Dモデルを作成し、DCM形成のシミュレーションを行うことである。ただしこの手法の実施には、事前に十分な流体力学的および生物地球化学的データが蓄積されていることが必要となる。

## 場所と形成
DCMが最初に発見されて以来、その成因を説明するために、様々な理論が提唱されてきた。

### 非生物的要因
フィールド研究により、DCMが形成される水深は、主に光の減衰レベルと栄養素の深さに依存することがわかっているが、同時に熱成層（水温躍層）も重要な役割を果たすことも知られている。湖では、DCM層の厚さは、主に湖のサイズと最大深度によって制御される。
DCMは、nutriclineの近辺であり有光層の最下部となる水深で形成される。DCMでの植物プランクトンの成長は、栄養素と光の利用可能性の両方によって制限されるため、栄養素の量を増やしたり光の利用可能性を増やすことで植物プランクトンの成長率が上がる可能性がある。
DCMの形成水深は、季節によって大きく変化する場合がある。例えば地中海では、DCMは熱成層が引き起こされる夏期にはよく観察されるが、表層から深層に至る水の混合が引き起こされる冬期にはまれである。ただし、光の制限や混合による浅層での栄養素の利用可能性の高さのため、冬から春先にかけては浅層でDCMが存在することがある。一方で夏から初秋に掛けては表層水中の栄養素が一次生産者によって消費し尽くされて枯渇し、またより強い太陽光の照度のため光がより深い水深まで浸透できるようになるため、DCMはより深層に移動する可能性がある。

### 生物的要因
DCMの形成は、多くの生物学的プロセスと相関しており 、その環境で生息している従属栄養細菌の栄養循環に影響を及ぼし 、特定の植物プランクトンの組成に影響を与えることが知られている。

#### 光レベルへの適応

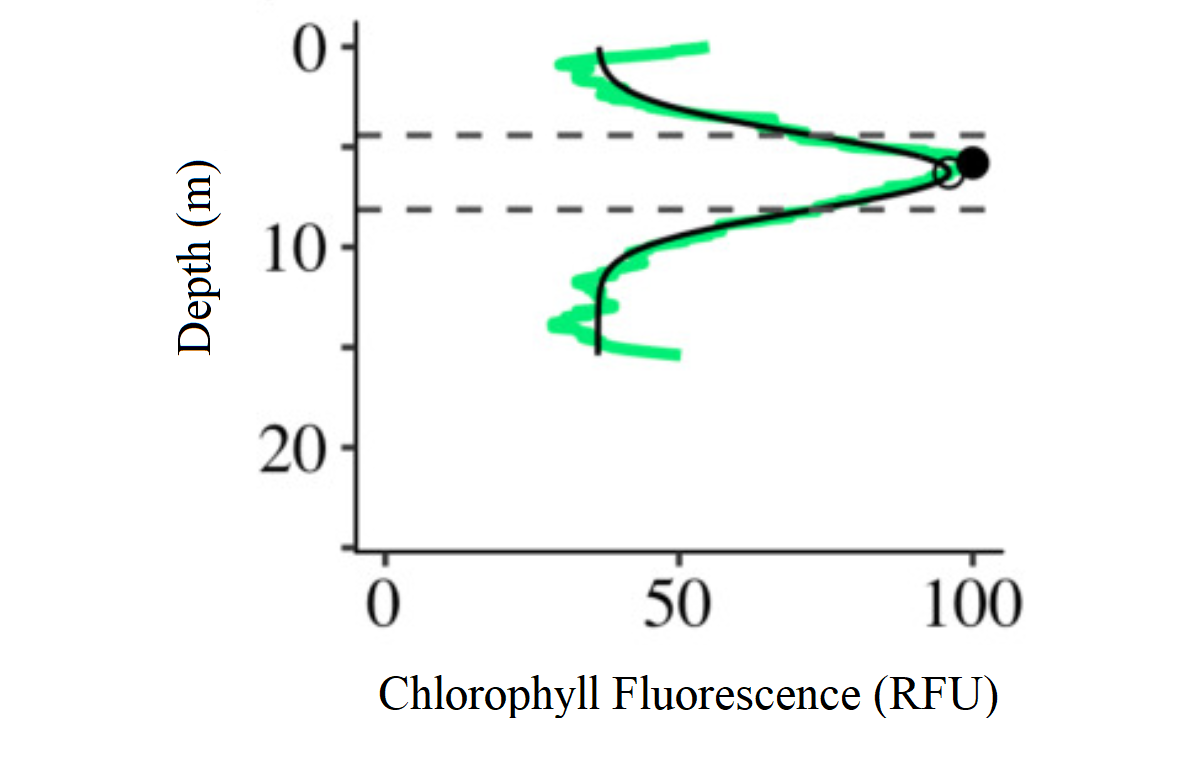
図2。鉛直方向でのクロロフィル蛍光レベルの変化の例。この場合、水深6m付近にクロロフィル極大が存在していることがわかる。

DCM層に存在する植物プランクトンの多くは、成長に十分な日光を必要とする。そのため、DCMは一般に有光層において観察される。このことから、水中での光減衰係数からDCMの深度を高い精度で予測することが可能である。ただし、植物プランクトンが低照度環境に適応していた場合、DCMは無光層に配置される場合もある。DCMでクロロフィル濃度が高いのは、低照度条件での機能に適応した植物プランクトンの数が多いためである。
低照度条件に適応するために、一部の植物プランクトン集団では、細胞あたりのクロロフィル数を増加させていることが判明しており、このことはDCMの形成に大きく寄与している。また、全体的な細胞数の増加だけではなく、季節的な光の制限や太陽光の照度レベルの低下によって、個々の細胞のクロロフィル含有量が上昇する例も知られている。混合層の内部では深さが増すにつれて、植物プランクトンは光エネルギーを取り込むためにより多量のクロロフィル色素を保持する必要が高まり、植物プランクトン中のクロロフィル濃度が高くなる。そのため、クロロフィル濃度の極大を示すDCMは、その水柱におけるバイオマス（微生物細胞数）最大層と一致するとは限らない。
さらに、混合層の浅層と比較して、DCMは栄養素濃度が高く死亡率が低いため、植物プランクトン細胞の生産がさらに促進される。

#### 垂直移動
植物プランクトンが必要とする資源は多様であり、各植物プランクトンが各々の生育に最適な環境を目指して水中を鉛直方向に移動することで、DCMは確立していく。具体的には、栄養素や利用可能な光などの要因に応じて、一部の植物プランクトン種は、生理学的要件を満たすように意図的に異なる深さへと移動していく。ある種の珪藻やシアノバクテリアなどの植物プランクトンでは、水柱を移動するために浮力を調節する能力を持っている。また、渦鞭毛藻などの他の種は、べん毛を使用して目的の深さまで泳ぐ。このような植物プランクトンの意図的な移動によって、特定の深度での植物プランクトン群集の割合が大きくなり、DCM層の形成に繋がっている。ただし、一般にこれらの種はサイズが大きく、貧栄養な水域においてはそれほど多くは見られないため、このような生理学的側面は貧栄養水中におけるDCM形成にはあまり寄与していないと考えられている。
湖では、DCMの厚さは湖のサイズと正の相関を示すことが知られている。ただし、個々の湖で環境特性は大きく変わってくることから、さまざまな種類の湖において包括的にDCM深度を予測できるような光と温度の一般則は知られていない。

## 組成
DCMに存在する微生物の組成は、地理的な場所、季節、深さによって大きく異なる。たとえば保有している補助色素の違いのため、深度によって植物プランクトンの種が変化する。一部の植物プランクトン種は、光の透過が少ない層であっても特定の波長の光から光エネルギーを収集するように適応した補助色素を持っている。光エネルギーの収集を最適化するために、植物プランクトンは特定の深さに移動して、さまざまな波長の可視光にアクセスする。
表水層（epilimnion）とDCMの間の植物プランクトン組成の違いは、様々な水域において広く観察されている。具体的には、DCMでは鞭毛を持つ生物種やクリプト藻がより多く観察される傾向があるが、表水層では中心類珪藻の存在量が多い傾向がある。

### 海洋
地中海の海域を対象とした研究では、北西部で存在する最も豊富な植物プランクトンは円石藻、鞭毛虫、渦鞭毛虫である。南東部でも構成種は同様で、円石藻や単細胞生物（ナノプランクトンとピコプランクトン）がDCMの植物プランクトン群集の大部分を占めていることが報告されている。
インド洋を対象とした研究では、DCMに存在する最も豊富な微生物は原核緑藻などのシアノバクテリアや、円石藻、渦鞭毛藻、珪藻であると報告されている。
北海では、渦鞭毛藻が密度躍層以下のDCMに存在する主要な植物プランクトン種である。そして、DCMのより浅い部分（密度躍層の上）からは渦鞭毛藻とより小さなナノ鞭毛虫が検出されている。

### 湖沼

#### スペリオル湖
スペリオル湖は世界最大の淡水湖の1つであり、夏には水面下約20-35m付近にDCMが観察される。表水層とDCMは隣接しているが、それぞれの層に生息する生物種の構成はほぼ完全に異なっている。具体的には、表水層と比較してDCMでは、中心珪藻が少なく、羽状珪藻、クリプト藻、および渦鞭毛藻が多く存在している。さらに、これら2つの層の最も重要な違いは、Cyclotella comtaの存在量である。これは、DCMではほとんど発生しない。
表水層のものと比較して、DCMコミュニティではより鞭毛虫（例えば、クリプト藻および渦鞭毛藻）の存在量が多い。鞭毛虫は遊泳性であり、それがこの生物にとって望ましい深さ（DCM）に居続けることができる理由だと考えられている。DCM生成のもう1つの要因は、栄養素の利用可能性である。DCMは、表水層よりもリン（P）に対する粒子状有機炭素（POC）の比率が低いことがわかっている。リンは成長の制限要因の1つであり、特に水温躍層が形成される時期のスペリオル湖ではこの傾向が顕著であるため、この現象(POC:P比が小さい）はDCMの植物プランクトンは表水層に比べてリンに富んでいることを示唆している。すなわち、DCMではリンの利用可能性が高いことが、表水層と比較して光の量が少ないにもかかわらず、多くの植物プランクトンがDCMを好むようになった可能性がある。一方で、DCMでの光の利用可能性が低いことは、POC：P比が低いのは栄養素（P）濃度の増加ではなく光の制限によるものだとする論拠になるかもしれない。

#### タホ湖
通常、DCMは約30〜40メートルに存在する水温躍層のすぐ下に位置するが、アメリカ合衆国ネバダ州に位置するタホ湖では、DCMは水面下約90〜110メートルという通常よりもはるかに深層に出現する。タホ湖は貧栄養水域と同様のクロロフィル勾配を示し 、DCMの深さは季節で変動する。特に春から夏にかけて、タホ湖の植物プランクトン群集は大きく変化していく。春の間、DCMは硝酸躍層の上面と一致し  、珪藻Cyclotella striataと黄金色藻Dinobryon bavaricumが繁殖するための栄養豊富な水層を作りだす。夏の間、DCMは深まり、DCM層内の生産性はほぼ完全に光に依存するようになる。海洋で見られるクロロフィル構造と同様に 、DCMは非常に流動的で変化しやすく、春にはほとんど存在しなかった特定の植物プランクトン種（珪藻Synedra ulna、Cyclotella comta、緑色鞭毛虫）が優勢になりはじめる。
タホ湖の表水層とDCMの間の植物プランクトン群集は、微生物の細胞サイズという面でも大きく異なっている。どちらの層でも珪藻が豊富に存在するが、表水層ではCyclotella stelligera、Synedra radiansなどの小さな珪藻（細胞体積=30.5 μm³）が大部分を占めるのに対し、DCMではC. ocellata、Stephanodiscus alpinus、Fragilaria crotonensisといった大きな珪藻（細胞体積=416.3 μm³）が支配的になっている。

#### 北パタゴニアのアンデス地域の湖
パタゴニア北部のアンデス山脈地域に分布する湖は、大きな深い湖と小さな浅い湖の2種類に分けることができる。これらの湖は同じ地域にあるものの、異なる環境条件を示し、DCMにおける種の組成も異なることが知られている。大きな深い湖は超貧栄養であり、DOCと栄養素が少なく、水質も非常に透明である。そして、浅い湖でよく見られる均一な水温プロファイルとは異なり、深い湖は春の終わりから夏にかけて、強い水温成層が作られる。2種の湖の間では、光の減衰係数も異なっており、透明で深い湖では低くなり、すなわちより多くの光を透過させることができる。
そのため、2つの湖タイプにおけるDCMコミュニティの違いは、光条件が大きな要因であると考えられている。浅い湖は、深い湖よりも溶解した黄色粒子の濃度が高く、そのため、深い湖では最大吸収波長は主にスペクトルの赤の端にあるのに対し、浅い湖では赤に加えて緑と青の吸収波長が示された。
大きな深い湖のDCM領域では、混合栄養繊毛虫Ophrydium naumanniが優勢であることが報告されている。この生物の光合成能力は内部共生藻クロレラに由来しており、特に劣悪な光条件環境においてより優位になることができる。また、この繊毛虫は不足する栄養素を捕食栄養により外部から獲得することもできる。浅い湖では、おそらく植物プランクトンとの競争や水の乱流の強さのために、O. naumanniがほとんど存在しない。

## 生態学的意味
DCMは、地球表層における一次生産の多くを行う場となっており、栄養循環において重要な生態学的役割を果たしている。特に北海や地中海などの貧栄養水域では、植物プランクトンによる一次生産の半分以上がDCMで行われており、重要な水層となっている。DCMにおける高い一次生産率は、水の混合による栄養循環の観点からも重要である。また一方で、DCMは栄養塩躍層と同じ深さで形成されるため 、DCM内の植物プランクトンは深海からやってくる栄養素にもアクセスすることができる。そのため、DCMの植物プランクトンは、栄養素を水柱で循環させ混合層の従属栄養生物に栄養素を供給する役割を果たしている、と考えることができる。
DCMは一次生産の基礎となる場であるため、水圏で捕食者-被食者の相互作用やエネルギーとバイオマスの流れ、生物地球化学的循環などの多くの観点と密接に関連している。従属栄養生物はDCMで植物プランクトンを消費し、それらの生物が排出する廃棄物は深層に沈んでいくため、水柱における有機物の多くはDCMにおいて生産されているとみなすことができる。水柱においてDCMは、大量の一次生産者が生息している特別な水層であり、この一次生産者は二次生産者にとって重要な食料源となっている。そのため、明瞭なDCMが存在することは、従属栄養生物が植物プランクトンを見つけて捕食することを容易にするため、あらゆる栄養段階を通じてエネルギー移動の速度向上に繋がりうる。